# Zadni Staw Polski

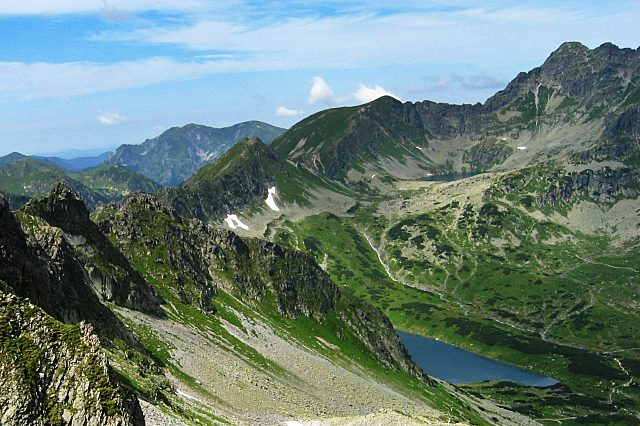
Zadni Staw ponad Czarnym Stawem. W grani od lewej: Gładki Wierch, Gładka Przełęcz, Walentkowy Wierch

Zadni Staw Polski lub po prostu Zadni Staw, czasami nazywany także Zadnim Stawem pod Kołem lub Stawem pod Kołem – owalne jezioro tatrzańskie położone w Dolince pod Kołem, górnym piętrze Doliny Pięciu Stawów Polskich. Jest to jezioro cyrkowe, powstałe na dnie kotła polodowcowego. Powierzchnia jeziora wynosi 6,47 ha, głębokość – 31,6 m. Leży na wysokości 1890 m, drugie pod tym względem w Polsce (po Zadnim Mnichowym Stawku). Połączone jest potokiem (często znikającym pod kamieniami) z leżącym na południowy wschód Wolim Okiem. Ponad Zadnim Stawem wznoszą się szczyty: Zawratowa Turnia, Świnica, Walentkowy Wierch, Liptowskie Mury. Zimą na stawie tworzy się rekordowej grubości lód. W 1938 r. miał grubość 3,75 m.